# Edmund Howard
Edmund Howard (ur. ok. 1478, zm. 19 marca 1539). Był trzecim synem Tomasza Howarda (2 księcia Norfolk) i Elżbiety Tilney. Jego siostrą była Elżbieta Howard matka królowej angielskiej Anny Boleyn, drugiej żony Henryka VIII Tudora. Około 1509 r. ożenił się z Joyce Culpeper wdową po Ralphie Leight. Mieli sześcioro dzieci:
- Margaret Howard
- Mary Howard
- George’a Howarda
- Charlesa Howarda
- Katarzynę Howard królową Anglii (1540-1542), piątą żonę Henryka VIII Tudora
- Henryka Howarda

Około 1527 r. Joyce Culpeper zmarła. Edmund ożenił się ponownie z Dorotą Troyes, a kiedy ta zmarła z Margaret Jennings. Z tych małżeństw nie miał dzieci. Zmarł 19 marca 1539 r., rok przed małżeństwem córki Katarzyny z Henrykiem VIII.